# 東北重機工事

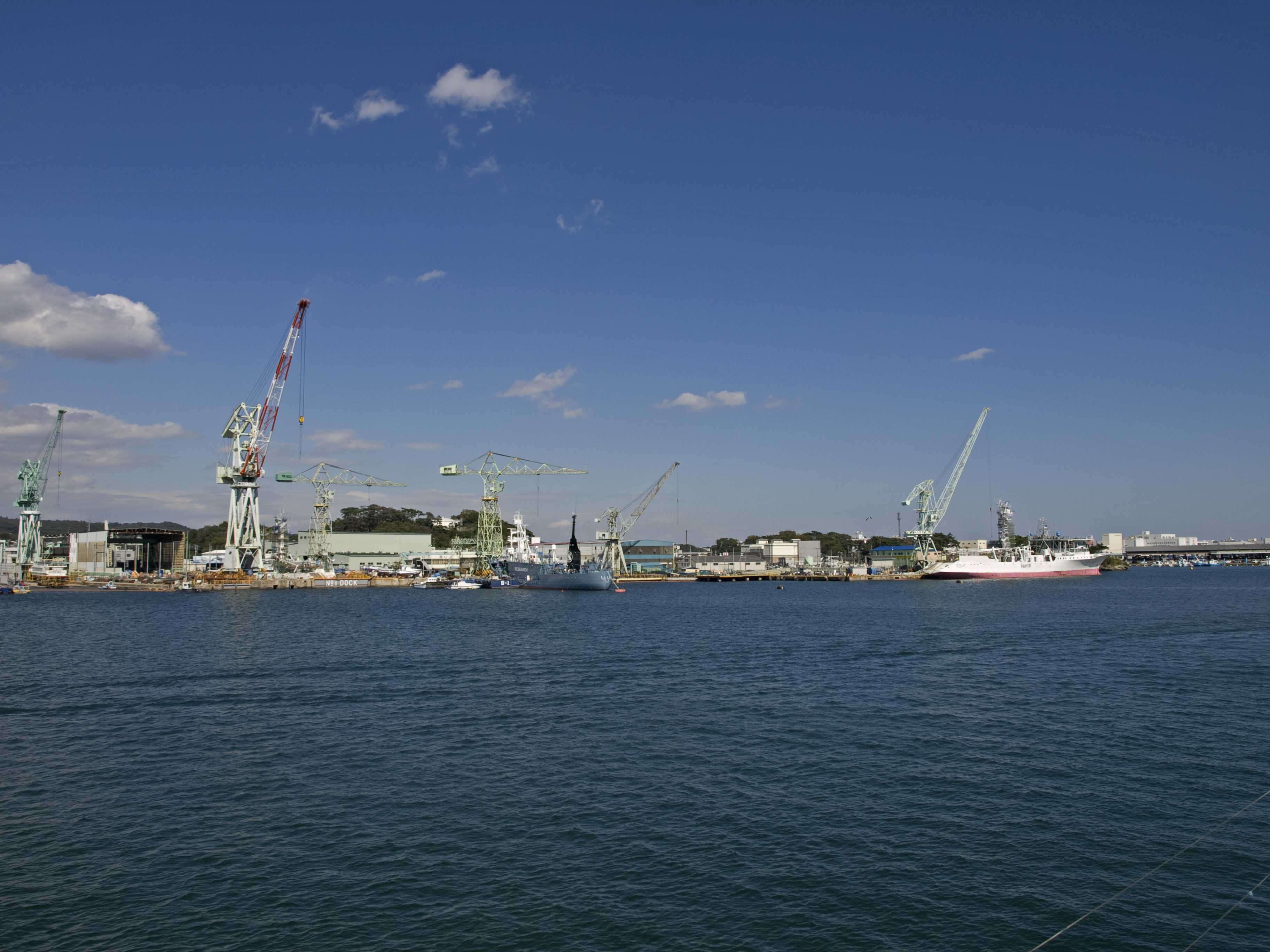
東北ドック鉄工と東北重機工事の工場（2015年）。画面左端の2基のクレーンの間に東北重機工事の組立工場がある。

東北重機工事株式会社（とうほくじゅうきこうじ）は、宮城県塩竃市に本社・工場を置く造船・建設事業者である。

## 概要
1987年（昭和62年）に廃業・解散した東北造船株式会社の新造船事業を承継し、同年8月に設立された。
引き継いだ船殻ブロック組立工場等は、元々同一の造船所だった東北ドック鉄工（東北造船の修繕船・鉄構部門を承継）のドック・船台に隣接している。新造船事業の内容は、主に他造船所向けの船殻ブロックの製作や、各種小型船の建造である。東北ドック鉄工が行う船舶修繕・改造事業の一部を担当することもある。
各種建物や橋梁、海洋構造物などの建設事業も幅広く手掛けている。
2024年（令和6年）12月には、JFEエンジニアリング及び東北ドック鉄工との間で、東北ドック鉄工の経営権をJFEエンジニアリングから当社に委譲する合意が成立し、2025年（令和7年）1月に、その時点の東北ドック鉄工の発行済株式全てが当社に譲渡され、当社と東北ドック鉄工はグループ会社となった。

## 主要設備
東北重機工事株式会社公式サイト掲載「船舶事業部」より（2021年6月29日閲覧）
- 組立工場（B定盤）
- 組立工場（西定盤）
- クレーン：60t・30t塔型、20t・4.5t橋形、4.5t・1.0tカンチレバー型

新造船については、組立工場でほぼ完成させてクレーンによる進水を行うほか、隣接する東北ドック鉄工の2号ドックを使用してドック進水を行う場合もある。また、船殻ブロックの積み出しの際も、東北ドック鉄工のドックエリアを通してクレーン作業を行う。

## 沿革
- 1987年（昭和62年）
  - 8月 - 設立[2]。
  - 9月 - 東北造船株式会社の新造船事業を承継し、開業[2]。
- 1993年（平成5年） - 建設業許可を取得し、建設事業に進出[2]。
- 2010年（平成22年） - 仙台営業所を設置[2]。
- 2018年（平成30年） - 関連会社として太平洋電気株式会社（電気・通信事業）を設立[2]。
- 2025年（令和7年）1月 - JFEエンジニアリングから東北ドック鉄工の発行済株式の譲渡を受け、経営権を取得[8][9]。

## 関連会社
- 太平洋電気株式会社
- 東北ドック鉄工株式会社